# Alison Stewart
Alison "Ali" Stewart is een personage uit de Amerikaanse soap As the World Turns. Ze werd voorheen door Jessica Dunphy gespeeld, maar sinds haar terugkeer in 2007 heeft Marnie Schulenberg op zich genomen.

## Geschiedenis
Ali's verwekking was al een wonder op zich, toen haar moeder Susan niet in staat bleek te zijn om zelf zwanger te raken. Hierop bood Susans andere dochter Emily aan om eiceldonor te zijn, en zo werd Susan toch nog zwanger. Na Ali's geboorte ging het al snel slechter tussen Susan en Ali's vader Larry, en de twee gingen uiteindelijk ook scheiden. Ali groeide in eerste instantie op bij haar moeder, zij werd woest toen ze ontdekte dat Emily eigenlijk haar biologische moeder werd en vertrok om bij Larry te wonen. Jaren later keerde de inmiddels tiener Ali terug en viel als een blok voor Aaron Snyder. Aaron had echter al een relatie met Lucy, maar dit weerhield Ali er niet van om zich aan Aaron op te dringen. Na een tijdje realiseerde Ali zich dat haar plan niet ging lukken en besloot daarom gewoon vrienden met zowel Aaron als Lucy te worden.
Rond dezelfde tijd was er een seriemoordenaar bezig het Oakdale Memorial en Ali spande met Dr. Chris Hughes samen om de dader te pakken. Nadat de man in feite Ric Decker bleek te zijn, de verloofde van Ali's moeder, werd hij opgepakt en keerde de rust terug in Oakdale. Door het vele samenwerken waren Ali en Chris verliefd op elkaar geworden, tegen alle protesten van de Stewarts en de Hughes in, die al jarenlang in strijd liggen met elkaar, en niet in het minst vanwege het behoorlijke leeftijdverschil tussen de jonge Ali en de mid-twintiger Chris. Ze trokken zich er echter niks van aan en kregen een relatie. Na een tijdje begon Chris toch de twijfel en brak onder de druk van z'n ouders. Hij maakte het uit met Ali, die naar Aaron keerde voor troost. Aaron had op datzelfde moment ook z'n relatie met Lucy in rook op zien gaan en de twee hadden een onenightstand. De volgende dag stond Chris echter op de stoep met excuses en, zonder hem te vertellen van de onenightstand, gaat Ali met hem mee. De twee hebben het even goed, tot Chris haar vertelt een baan te hebben gekregen in Philadelphia, welke hij graag wil accepteren. Ali begrijpt dit en laat hem dan ook vrij. Helaas ontdekt ze op datzelfde moment dat ze zwanger is, ze heeft alleen geen idee wie de vader is.
Tijdens een echo wordt duidelijk dat Chris de vader is, maar Ali wil hem niet in Oakdale houden en z'n dromen kapotmaken, en verwisselt daarom haar echo met die van een jongere foetus, waardoor iedereen denkt dat Aaron de vader is. Zij en Aaron trouwen, min of meer om zo het kind een stabiel leven te geven. Ze krijgen echter allebei al snel spijt en laten het huwelijk ongeldig verklaren. Ali krijgt het benauwd en slaat op de vlucht, vastberaden om het kindje te aborteren. Op datzelfde moment ontdekt Chris dat de echo's zijn verwisseld, en dat hij de vader is. Met Aaron op de hielen reist hij Ali achterna, maar ze kunnen niet voorkomen dat ze uitglijdt en van het gebouw valt. Ze verliest haar kindje en heeft moeite met het verwerken hiervan. Zij en Chris komen echter wel weer samen en hij vraagt haar ten huwelijk, wat zij accepteert. De twee bereiden hun huwelijk voor en alles lijkt Ali voor de wind te gaan. Ze krijgt echter wel waarschuwingen van Aaron dat ze niet met Chris moet trouwen, en ze ontdekt dat Aaron verliefd op haar is geworden. Ali zet haar huwelijk echter door, alleen om op de dag zelf te ontdekken dat Chris er een affaire met haar zus Emily op na houdt. Ali voelt zich vernederd en wil niets meer met hen te maken hebben.
Ze zoekt troost bij Aaron en de twee krijgen uiteindelijk een relatie. Aaron raakt zwaargewond bij een boksgevecht en is tijdelijk verlamd, waardoor zijn band met Ali alleen maar sterker wordt. Ali laat zich voorzichtig weer in met Chris en bouwt een vriendschap op. Ze steunt hem dan ook wanneer hij een baan bij Artsen Zonder Grenzen krijgt aangeboden en spoort hem aan om er voor te gaan. Wanneer Aaron volledig is hersteld, ontvangt hij een berichtje uit Seattle en hoort dat z'n moeder ernstig ziek is. Hij reist naar Seattle toe en vraagt Ali op zijn club 'Metro' te passen. Ali voelt zich eenzaam, maar na enkele weken krijgt ze bericht van Aaron en pakt ze haar spullen om bij hem in Seattle te gaan wonen.
Een jaar later bekijkt een behoorlijk doorgedraaide Emily een pornofilm met een van haar klanten, ze is inmiddels een prostituee. Ze is geschokt als ze in de home-made film Ali herkent, en gaat dan ook onmiddellijk met haar vriend Dusty naar haar zusje op zoek. Ze vinden een hevig aan drugs verslaafde Ali in Los Angeles, die de film maakte om aan geld te komen. Ali weigert veel los te laten over wat er is gebeurd en heeft ook totaal geen zin om naar Oakdale te komen en daar af te kicken. Emily en Dusty dwingen Ali toch en ze gaat uiteindelijk mee. Langzaam wordt duidelijk dat er grote problemen waren tussen haar en Aaron, wat uiteindelijk tot een affaire met iemand anders leidde. Terwijl Emily, Susan en Dusty hun best doen Ali te helpen, krijgt ze ondertussen een baan, waarbij ze haar salaris ervan opmaakt aan drugs. Met hulp van haar familie en vrienden weet Ali toch af te kicken en besluit ze met een schone lei te beginnen en opnieuw in Oakdale te wonen. Niet veel later keert ook Aaron terug naar Oakdale en hij en Ali besluiten het nog een keer te proberen. Wat zowel Aaron als Emily echter niet weten, is dat Ali en Dusty niet veel eerder een onenightstand hebben gehad, nadat Dusty haar had gered van haar dealer. Nu Ali en Dusty allebei een relatie hebben, proberen ze dit verborgen te houden. Wat Ali en Dusty weer niet weten op hun beurt is dat hun nacht was opgenomen, en het duurt niet lang voordat Emily en Aaron dit onder ogen krijgen. Emily is diep vernederd door haar zus en vertrekt naar Europa. Ook Aaron hoeft niks meer met Ali te maken hebben.
Ali besluit haar vriendschap met Will Munson weer te herstellen, en als ze hoort van de problemen die Will en z'n vrouw Gwen hebben met het verwekken van een kind, treedt Ali in de voetsporen van Emily en biedt zich als eiceldonor aan. Will en Gwen accepteren, maar het duurt nog lang voordat dit kan gebeuren. Enkele weken later loopt Ali Chris tegen het lijf, die onlangs is teruggekeerd van z'n baan. Ze besluiten wat te drinken, maar Ali ontdekt dat Chris Emily met zich heeft meegenomen, wie hij in Europa ontmoette. In tegenstelling tot de vorige keer is Ali nu blij voor hem en Emily en haar blijdschap is groter als blijkt dat Emily het haar vergeeft voor wat ze heeft gedaan. Ali ontmoet niet veel later Matt O'Connor, een vriend van Casey Hughes, en ze valt al snel voor z'n charmes. Ze ontdekt echter te laat dat Matt verwikkeld is in een strijd tegen Margo Hughes, en het duurt niet lang voordat Ali, Casey, Matt en Margo opgesloten zitten met een tikkende bom. Ze weten zich los te krijgen en de politie komt al snel te pas. Matt wordt opgesloten, maar Ali vergeeft hem voor wat er is gebeurd.
Rond dezelfde tijd komt Emily's verleden als prostituee aan het licht en Chris maakt een einde aan hun relatie. Hierdoor groeien Ali en Chris weer naar elkaar en ze gaan dan ook regelmatig op dates. Dit trekt de aandacht van zowel Emily als Aaron, beiden niet blij met het feit dat hun exen niet weer iets met elkaar lijken te krijgen. Aaron probeert hierdoor weer aan te pappen met Ali, die dit slechts als vriendschap ziet. Het wordt haar al snel duidelijk dat Aaron tegen haar band met Chris is, maar zowel zij als Chris zelf trekken zich van niemand wat aan en beginnen steeds closer te worden. Echter, wanneer Ali op een avond met Chris faalangst krijgt, voelt Chris zich vernederen, en in een vlaag van woede laat hij Ali uit het opleidingsprogramma voor verpleegster zetten. Een rechtszaak volgt, waarbij Chris, door een leugen die hij vertelt, z'n gelijk krijgt en Ali dus verliest. Maar zelfs dit stopt hen er niet van om zich toch aangetrokken tot elkaar te voelen. Wanneer Ali zich ziek begint te voelen, is Chris degene die haar naar het ziekenhuis brengt en ontdekt dat, samen met anderen, Ali wordt vergiftigd door iets of iemand. Al snel ligt Memorial vol met slachtoffers, waaronder ook al snel Chris. Ali wordt steeds zieker en begint te ijlen, waarbij ze buien krijgt waarin ze zelfmoord probeert te plegen en anderen aanvalt.